# Marcela Moldovan-Zsak
Marcela Moldovan-Zsak, född den 3 juni 1956 i Satu Mare i Rumänien, är en rumänsk fäktare som tog OS-silver i damernas lagtävling i florett i samband med de olympiska fäktningstävlingarna 1984 i Los Angeles.

## Personligt
Marcela Moldovan-Zsak tillhör den ungerska minoriteten i Transsylvanien (sedan 1947 Rumänien).